# Eutelia cuneades
Eutelia cuneades là một loài bướm đêm trong họ Noctuidae.